# Jättemarkduva
Jättemarkduva (Pampusana nui) är en förhistorisk utdöd fågel i familjen duvor som tidigare förekom i Polynesien.

## Utseende och förekomst
Fågeln beskrevs 1992 utifrån subfossila lämningar funna i Cooköarna och Marquesasöarna. Den var allra störst av arterna i släktet och vida spridd i östra Polynesien. Jättemarkduvan förekom troligen sympatriskt med mindre arter i släktet i Tuamotuöarna, Cooköarna, Sällskapsöarna och Marquesasöarna. Dess lämningar har hittats i polynesiska kökkenmöddingar, vilket betyder att den med största säkerhet jagades av människan. 

## Taxonomi och systematik
Ursprungligen placerades arten i släktet Gallicolumba. Studier visar dock att dessa inte är varandras närmaste släktingar, där arterna i Pampusana står närmare australiensiska duvor som Geopelia. Arten är troligen släkt med de övriga markduvorna som förekommer i Stilla havet, vilket betyder att den bör placeras i Pampusana. 

## Namn
Fågelns vetenskapliga artnamn nui betyder "stor" eller "väldig" på polynesiska.